# Guelta

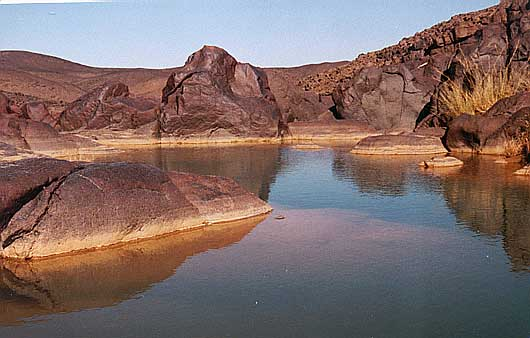
Une guelta, près d'Oubankort, Adrar des Ifoghas, Mali

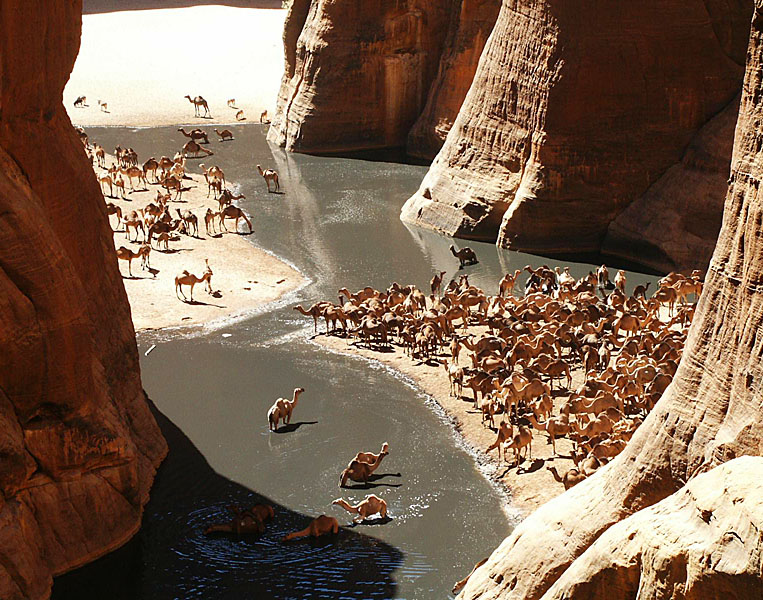
Dromadaires dans les canyon et guelta d'Archei, plateau de l'Ennedi, Sahara tchadien

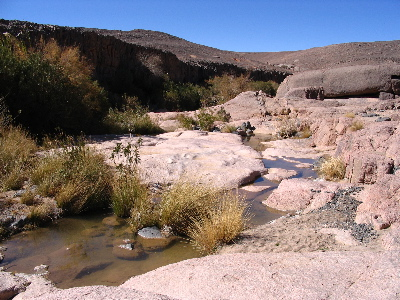
Guelta algérienne

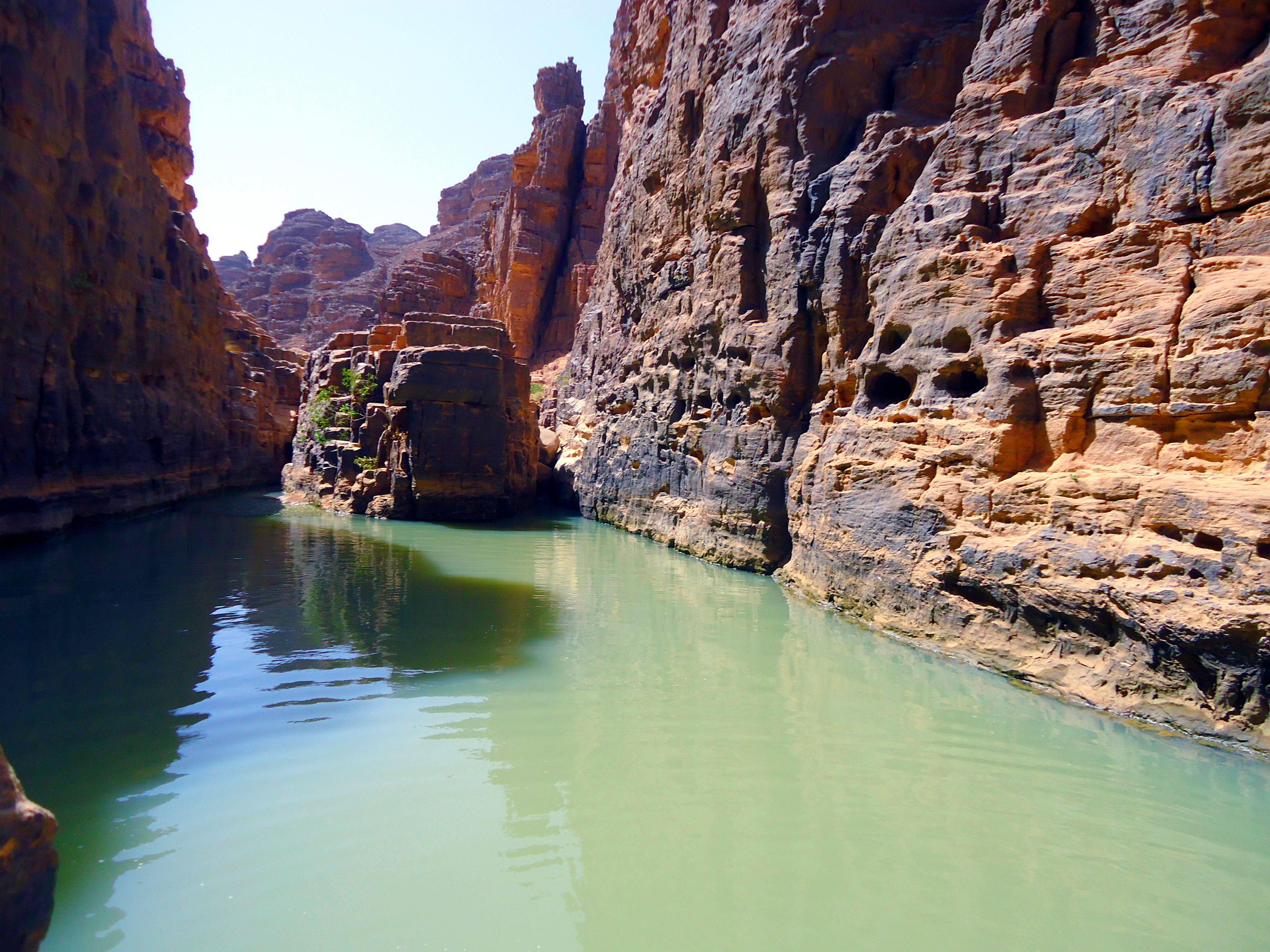
Vue de la guelta de Tikoubaouine dans le Tassili n'Ajjer, en Algérie.

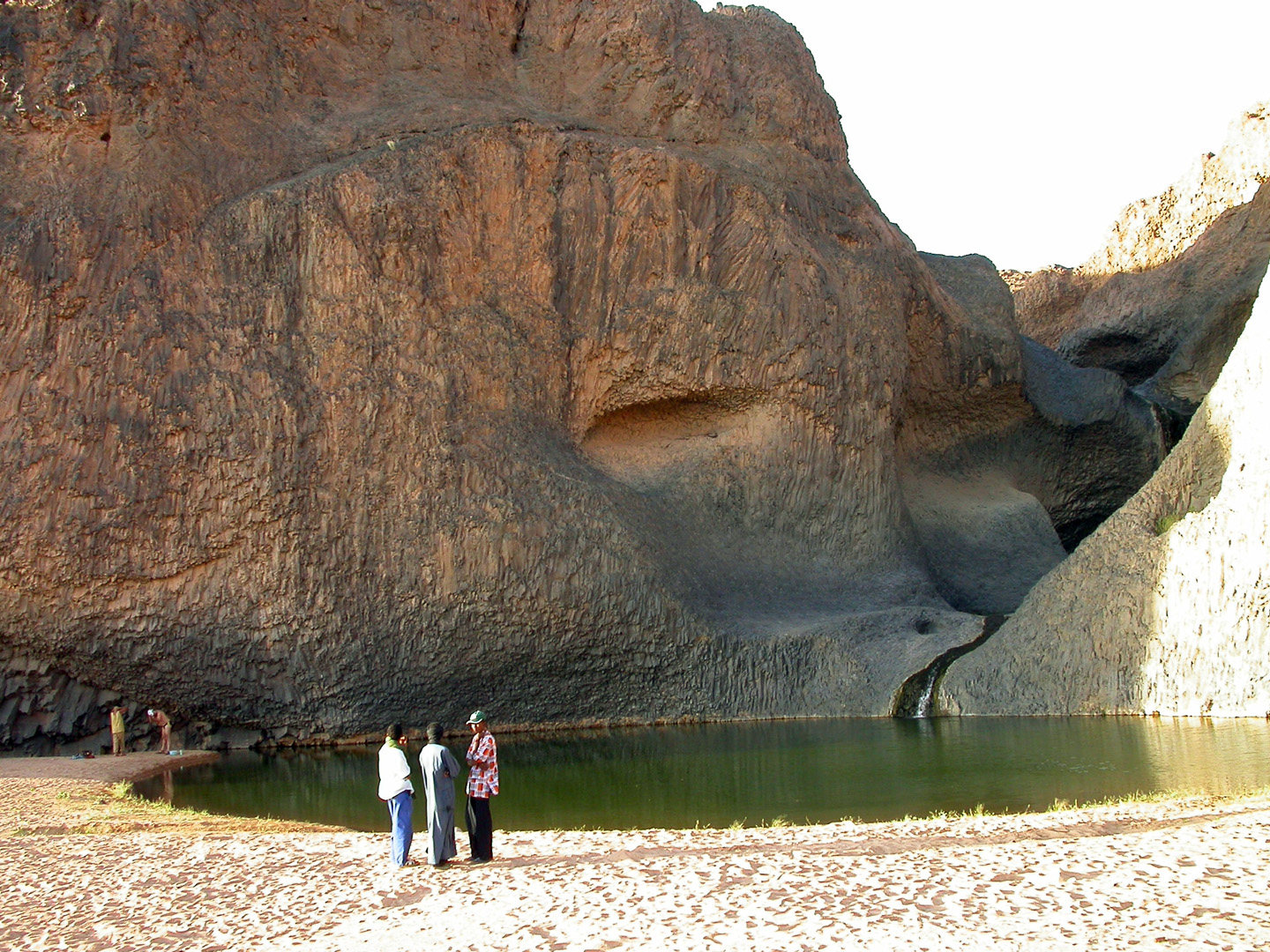
Guelta de Timia

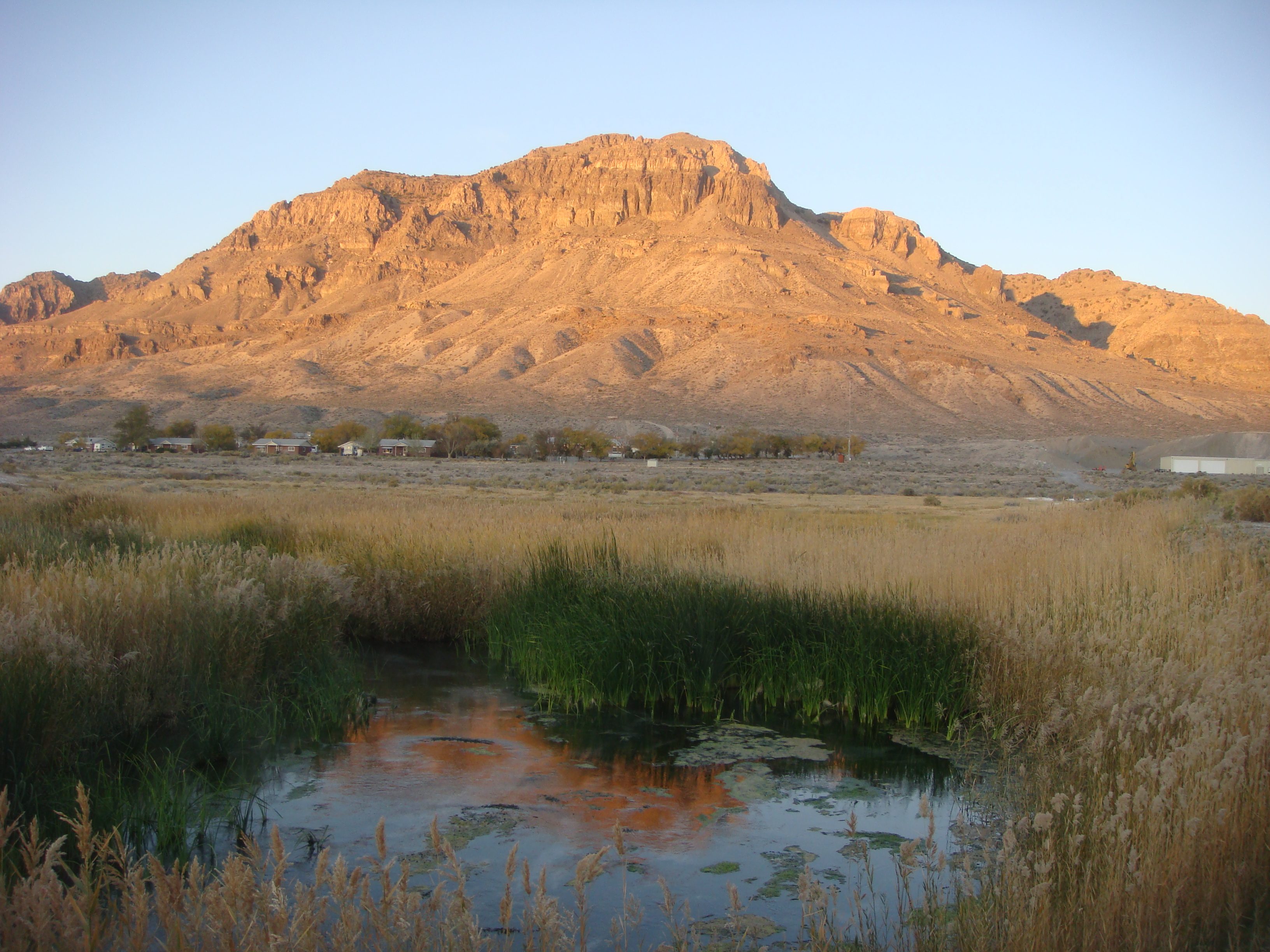
Middle Spring, Fish Spring National Wildlife Refuge, Utah

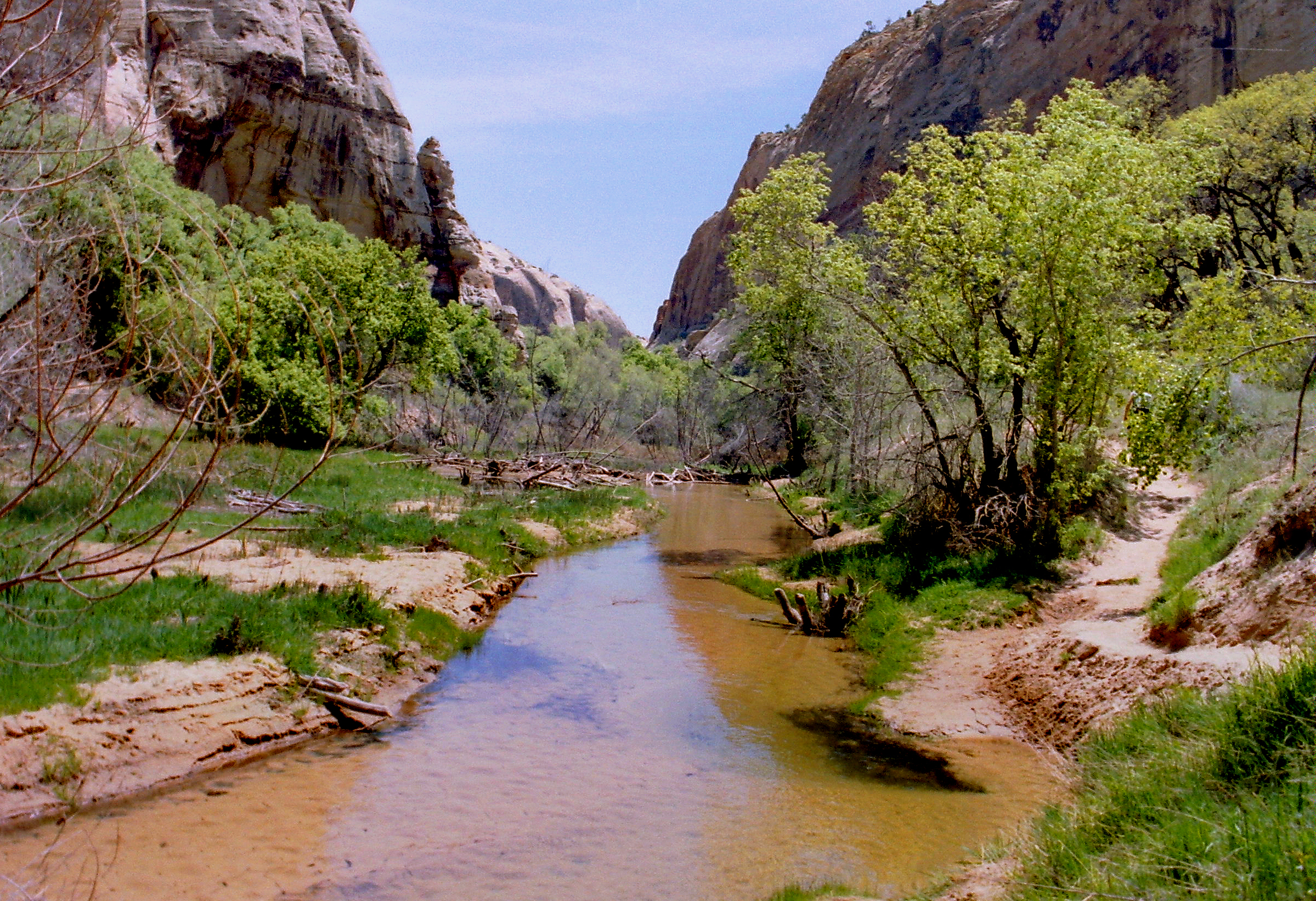
Calf Creek, Utah

La guelta (الڨلت pluriel gueltate voire gueltas) correspond à une dépression ou une cuvette où l'eau s'est accumulée à la faveur d'une crue, de l'alimentation par des sources ou l'inféroflux en contexte désertique ; cela peut être une résurgence naturelle. 
La guelta appartient à l'ensemble des zones humides des milieux désertiques comme le chott, la daya et la sebkha.
Une des plus importantes gueltas du Sahara est la guelta d'Archei au Tchad.

## Définition géomorphologique
Ce terme (d'origine arabe  الڨلت    ) fait partie du vocabulaire de la géomorphologie dynamique et désigne des plans d'eau temporaires ou pérennes, sans écoulement apparent (aréisme) : des mares qui subsistent après la crue dans les lits des oueds ou des "piscines naturelles" dans la roche en place,,. 
Ces zones humides sont alimentées par l'inféroflux (écoulement qui provient de la réserve en eau contenue dans les alluvions de l'oued). L'alimentation se fait également très souvent par les versants, par des sources, à la faveur de discontinuités géologiques, qui peuvent prendre l'allure de cascades.
La pérennité de la guelta est préservée d'autant plus qu'il s'agit d'une position abritée (canyon, vallée encaissée par exemple) qui limite l'évaporation dans un contexte climatique d'aridité.

### Exemples de sites de guelta
- dans les massifs montagneux sahariens : de l'Ennedi au Tchad, de l'Adrar des Ifoghas au Mali et au Tagant en Mauritanie,
- dans l'outback australien : des Monts Olga

## Biodiversité et habitats
La biodiversité de ces écosystèmes est mal connue car peu étudiée. Ces habitats qualifiés d’insulaires en raison de leur isolement géographique, se révèlent particulièrement intéressants par leur diversité et leur richesse notamment en faune aquatique grâce à la permanence de l’eau. Durablement alimentées en eau, les gueltas, souvent pérennes et parfois anciennes, peuvent accueillir une biocénose particulièrement diversifiée ayant une histoire parfois plurimillénaire. Les gueltas sont des milieux de conservation des héritages floristiques et des cortèges faunistiques associés donc extrêmement précieuses au maintien de la biodiversité saharienne qui est particulièrement suivie par l'UNESCO et la convention de Ramsar en tant que patrimoine naturel remarquable.

### Les données paléoenvironnementales
En effet, la guelta constitue un biotope abrité, protégé du vent et parfois d’un fort ensoleillement : l’évaporation réduite et le renouvellement en eau constant. Étant donné l'isolement de ces milieux (voir théorie de l’insularité), de nombreuses espèces endémiques s'y sont développées ; ces sites hébergent également des taxons dont l’aire de distribution passée s’est considérablement réduite.
Des peintures rupestres de l’Holocène moyen montrent que le Crocodile du Nil (Crocodylus niloticus Laurenti) occupait toute la région saharienne et jusque dans les marais et les rivières du Sud de la Méditerranée (espèce possiblement circumméditerranéenne). Jusqu'au début du XXe siècle, de nombreux sites d’eau permanente du Sahara abritaient encore des populations résiduelles mais actuellement, seuls quelques spécimens survivent dans des « piscines naturelles » des vallées du plateau de l’Ennedi (Tchad) où ils sont menacés d'extinction et, une population relictuelle, mais probablement éteinte en 1996, était signalée dans les collines du Tagant (Mauritanie),.
La reconstitution du cortège floristique du Quaternaire récent et des conditions bioclimatiques du Néolithique du Sahara ont été recherchées dans les sédiments des zones humides. L’analyse pollinique puis celle des diatomées fossiles ont été entreprises dès 1955 par A. Pons (université de Marseille) sur des paléosols noirâtres qui semblaient correspondre à des bas-fonds marécageux édifiés lors de la dernière phase pluviale saharienne. La flore mise en évidence avait présenté une homogénéité remarquable : les espèces arborées appartiennent des taxons méditerranéens (pin d’Alep, cèdre de l’Atlas, Thuya de Berbérie, cyprès de Duprez, genévriers, chênes, aulne, micocoulier, érables, lentisque, bruyère arborescente, frêne dimorphe, oléaste, jujubier) qui pour la plupart ne se rencontrent plus actuellement au Sahara. Les paléosols du Hoggar ont également livré du pollen de tilleul et de noyer ce qui implique qu'une végétation forestière méditerranéenne proche de celle des montagnes semi-arides de l’Atlas saharien et des Aurès occupait la région lors de la dernière phase humide.